# Hasselurt
Hasselurt (Asarum) er en slægt med hen ved 100 arter, der er udbredt i Østasien, Nordamerika og Europa. Det er flerårige, urteagtige planter, der ofte er behårede. De danner jordstængler. Bladene er toradede, spredtstillede og langstilkede. De er hele og runde til nyreformede eller hjerteformede med hel rand. Blomsterne sidder enkeltvis, og de er tvekønnede, 3-tallige og kun ganske lidt uregelmæssige. Frugterne er kapsler med mange frø, som bærer et fedtlegeme (se myrelegeme).
Her beskrives kun de to arter, ses jævnligt i Danmark.
| Beskrevne arter |

- Almindelig Hasselurt (Asarum europaeum)
- Canadisk Hasselurt (Asarum canadense)

| Andre arter |

- Asarum asaroides
- Asarum caudatum
- Asarum caudigerum
- Asarum forbesii
- Asarum hayatanum
- Asarum heterotropoides
- Asarum macranthum
- Asarum maculatum
- Asarum nipponicum
- Asarum petelotii
- Asarum sieboldii
- Asarum splendens